# Julius von Latscher-Lauendorf
Julius von Latscher-Lauendorf, též Julius von Latscher (22. července 1846 Jihlava – 2. srpna 1909 Salcburk), byl rakousko-uherský generál a předlitavský politik. Od mládí sloužil v c. k. armádě a působil u různých posádek v monarchii a také jako důstojník generálního štábu. V letech 1906–1907 zastával funkci ministra zeměbrany Předlitavska. V armádě byl nakonec povýšen do druhé nejvyšší hodnosti zbrojmistra (1905) a v roce 1907 získal titul barona. Vysokých postů v armádě dosáhli také jeho starší bratři Johann (1840–1934) a Viktor (1844–1928). 

## Biografie

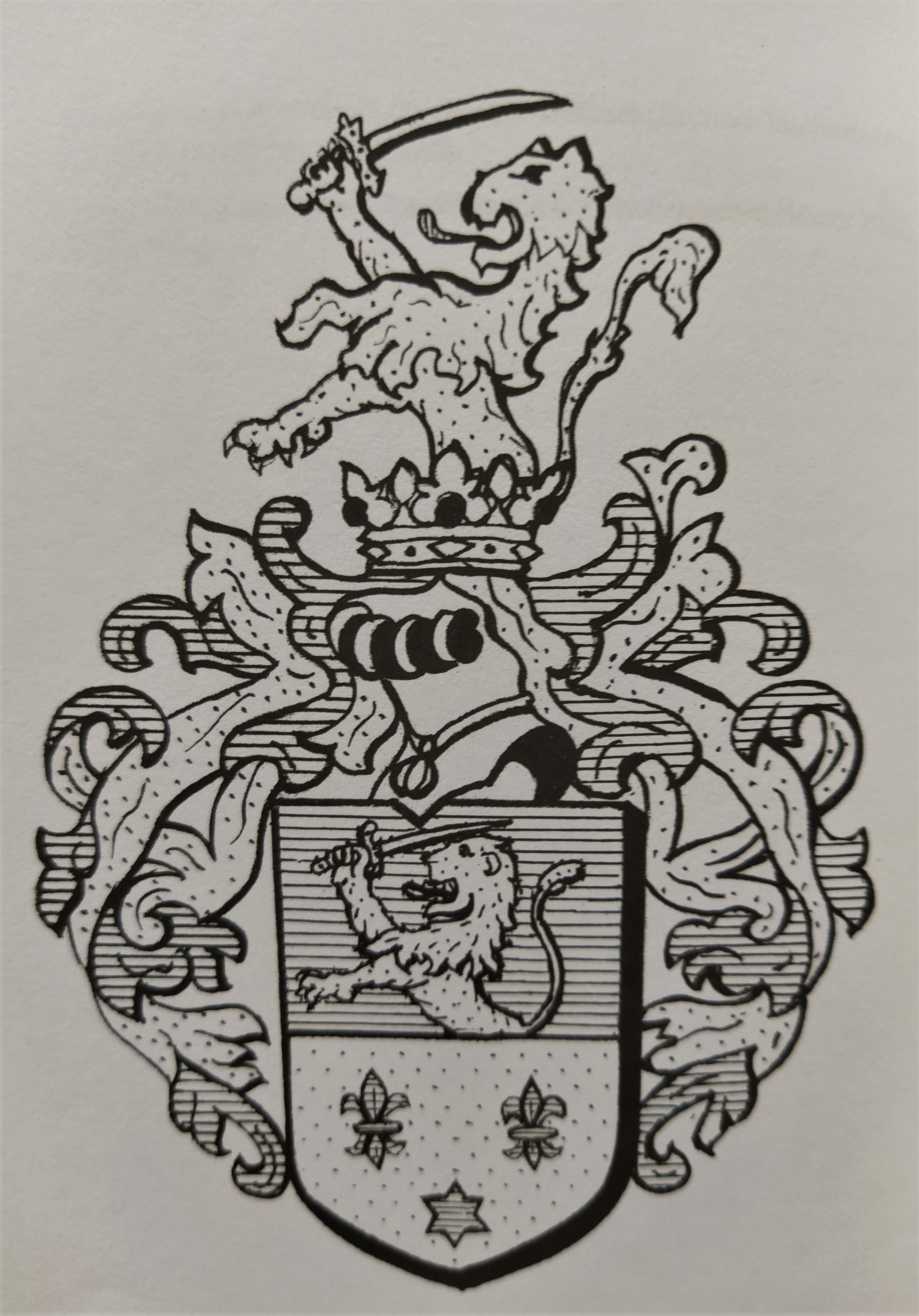
Erb rodu Latscher von Lauendorf

Narodil se v Jihlavě jako třetí syn Jana Nepomuka Latschera (1811–1890), důstojníka rakouské armády. Vystudoval Tereziánskou vojenskou akademii ve Vídeňském Novém Městě a po jejím absolvování nastoupil v hodnosti poručíka k ženistům. Později si doplnil vzdělání na Válečné škole (K.u.k. Kriegsschule) ve Vídni (1868–1869) a v hodnosti nadporučíka byl zařazen ke generálnímu štábu, od roku 1877 k dolnorakouskému zemskému velitelství ve Vídni. V roce 1881 byl povýšen na majora a působil jako náčelník štábu 29. pěší divize, v roce 1884 získal hodnost podplukovníka a v této hodnosti byl šéfem štábu 5. armádního sboru v Prešpurku. V roce 1894 získal hodnost generálmajora a byl jmenován generálním inspektorem ženistů. V roce 1897 dosáhl hodnosti polního podmaršála a stal se velitelem 29. pěší divize v Terezíně.. V roce 1899 byl povýšen do šlechtického stavu s titulem rytíře a predikátem von Lauendorf. V roce 1901 byl povýšen na polního podmaršála V dubnu 1905 byl jmenován velitelem 9. armádního sboru s posádkou v Josefově. S postem velitele armádního sboru byl spojen titul c. k. tajného rady s nárokem na oslovení Excelence.  V roce 1905 byl zároveň do druhé nejvyšší armádní hodnosti polního zbrojmistra.
Koncem října 1906 byl ze svého postu sborového velitele v Josefově povolán do Vídně a ve vládě Maxe Becka se stal ministrem zeměbrany Předlitavska. Funkci zastával v období 24. října 1906 – 12. ledna 1907. K datu 1. února 1909 byl penzionován, zemřel ještě téhož roku. Po demisi Beckovy vlády byl k datu 1. prosince 1907 povýšen na barona (svobodný pán - Freiherr), diplom s titulem byl ale vydán až po jeho smrti manželce a dětem k datu 14. prosince 1909.
Během své kariéry obdržel několik ocenění, byl nositelem Vojenského záslužného kříže a Vojenské záslužné medaile, později obdržel Řád železné koruny (III. třída v roce 1892, II. třída v roce 1905) a rytířský kříž Leopoldova řádu (1899). Ze zahraničních ocenění byl nositelem ruského Řádu sv. Stanislava I. třídy (1896). Od roku 1907 byl čestným majitelem pěšího pluku č. 98 

## Rodina
V roce 1883 se v Teplicích oženil s Antonií von Callenberg (1864–1943), dcerou Friedricha von Callenberg, hospodářského správce u knížat Clary-Aldringenů. Z jejich manželství se narodili dva synové, mladší Julius Ludwig (1887–1894) zemřel v dětství, starší Friedrich Johann (1884–1964) sloužil v armádě a jako c. k. major byl za první světové války vyznamenán Řádem železné koruny. Jeho potomstvo dnes žije v Korutansku. 
Juliův starší bratr Johann Latscher (1840–1935) sloužil také v armádě, dosáhl hodnosti polního podmaršála (1894) a v roce 1904 byl povýšen do stavu svobodných pánů. V armádě se uplatnil také další bratr Viktor Latscher (1844–1928), který v kariérním postupu získal hodnost polního zbrojmistra.
Jeho švagr Ludwig von Callenberg (1866–1945) byl rakousko-uherským diplomatem, vyslancem ve Württembersku a v Maroku.